# لوسیانو فیگوروا
لوسیانو فیگوروا (اسپانیایی: Luciano Figueroa‎؛ زادهٔ ۱۹ مهٔ ۱۹۸۱) بازیکن فوتبال اهل آرژانتین است.
از باشگاه‌هایی که در آن بازی کرده‌است می‌توان به باشگاه فوتبال بیرمنگام سیتی، باشگاه فوتبال کروز آزول، باشگاه فوتبال ریور پلاته، باشگاه فوتبال بوکا جونیورز، باشگاه فوتبال روساریو سنترال و باشگاه فوتبال ویارئال، باشگاه فوتبال پاناتینایکوس، باشگاه فوتبال جنوا و باشگاه فوتبال جوهور دارالتعظیم اشاره کرد.